# Ludwig Vogler
Ludwig Vogler (* 14. Juni 1850 in Hinterbrühl; † 10. Dezember 1923) war österreichischer Rechtsanwalt, Politiker und Person des österreichischen gewerblichen Genossenschaftswesens.
Er war von 1882 bis 1907 in der Politik tätig und war 1882 bis 1904 mit kurzen Unterbrechungen Wiener Gemeinderat, von 1891 bis 1899 Wiener Stadtrat, von 1901 bis 1907 Reichsratsabgeordneter. Im Allgemeinen Verband der auf Selbsthilfe beruhenden Erwerbs- und Wirtschaftsgenossenschaften in Österreich (ab 1930 Österreichischer Genossenschaftsverband, ÖGV) war er 1888 bis 1922 war er zunächst Mitglied des Engeren Ausschusses und später des Gesamtausschusses, wobei er dort von 1913 bis 1922 den Vorsitz führte.

## Leben und Ausbildung
Vogler wurde als Sohn eines Buchhändlers geboren und begann seine juristische Tätigkeit in der Kanzlei Kienböck sen. und Lueger und war ab 1878 in Wien als Advokat tätig. Seine politische Laufbahn begann 1882 und dauerte bis zu seinem vollständigen Rückzug aus dem politischen Leben im Jahr 1907. Mit dem Genossenschaftswesen war er ab 1873 bis zu seinem Tod 1923 eng verbunden.

## Politische Laufbahn
Er wurde 1882 in den Wiener Gemeinderat gewählt, dem er mit kurzen Unterbrechungen bis 1904 angehörte., daneben stand der an der Spitze des Vollzugsausschusses der deutsch-fortschrittlichen Partei. Von 1891 bis 1899 war er als Wiener Stadtrat für das Schulreferat verantwortlich. Von 1901 bis 1907 gehörte er als Vertreter des 2. Wiener Gemeindebezirks dem Abgeordnetenhaus des österreichischen Reichsrates an.

## Funktionen im Genossenschaftswesen
1873 nahm er an der Gründung des Neubauer Kreditvereins teil und wurde dort als Direktionsmitglied tätig. Im Allgemeinen Verband gehörte er ab 1888 dem Engeren Ausschuss an, übernahm 1912 den Vorsitz bei den Verhandlungen der Allgemeinen Vereinstage, wurde 1913 einstimmig zum Vorsitzenden des Gesamtausschusses gewählt und verblieb bis 1922 in dieser Funktion. Ab 1891 war er Direktor des Verbandes der Vorschusskassenvereine von Wien, für die er 1903 das selbständige Revisionsrecht beantragte und auch erhielt.

## Fachgebiete
Vogler war Fachmann auf dem Gebiet der genossenschaftlichen Besteuerung, vertrat mehrere Steuerprozesse vor dem Verwaltungsgerichtshof (Österreich) und erledigte diese meist positiv für die Genossenschaften. Er verfasste zahlreiche Artikel im Verbandsorgan Die Genossenschaft.